# Fleckistock
Fleckistock är en bergstopp i Schweiz.   Den ligger i kantonen Uri, i den centrala delen av landet, 80 km öster om huvudstaden Bern. Toppen på Fleckistock är 3 417 meter över havet, eller 769 meter över den omgivande terrängen. Bredden vid basen är 6,6 km.
Terrängen runt Fleckistock är huvudsakligen mycket bergig. Närmaste större samhälle är Engelberg, 14,6 km nordväst om Fleckistock. 
Trakten runt Fleckistock består i huvudsak av gräsmarker. Runt Fleckistock är det glesbefolkat, med 9 invånare per kvadratkilometer.